# الکساندر وسنین
 الکساندر وسنین (روسی: Александр Александрович Веснин؛ ۱۸۸۳ – ۷ سپتامبر ۱۹۵۹) یک معمار اهل امپراتوری روسیه، اتحاد جماهیر شوروی سوسیالیستی بود. 

## نگارخانه

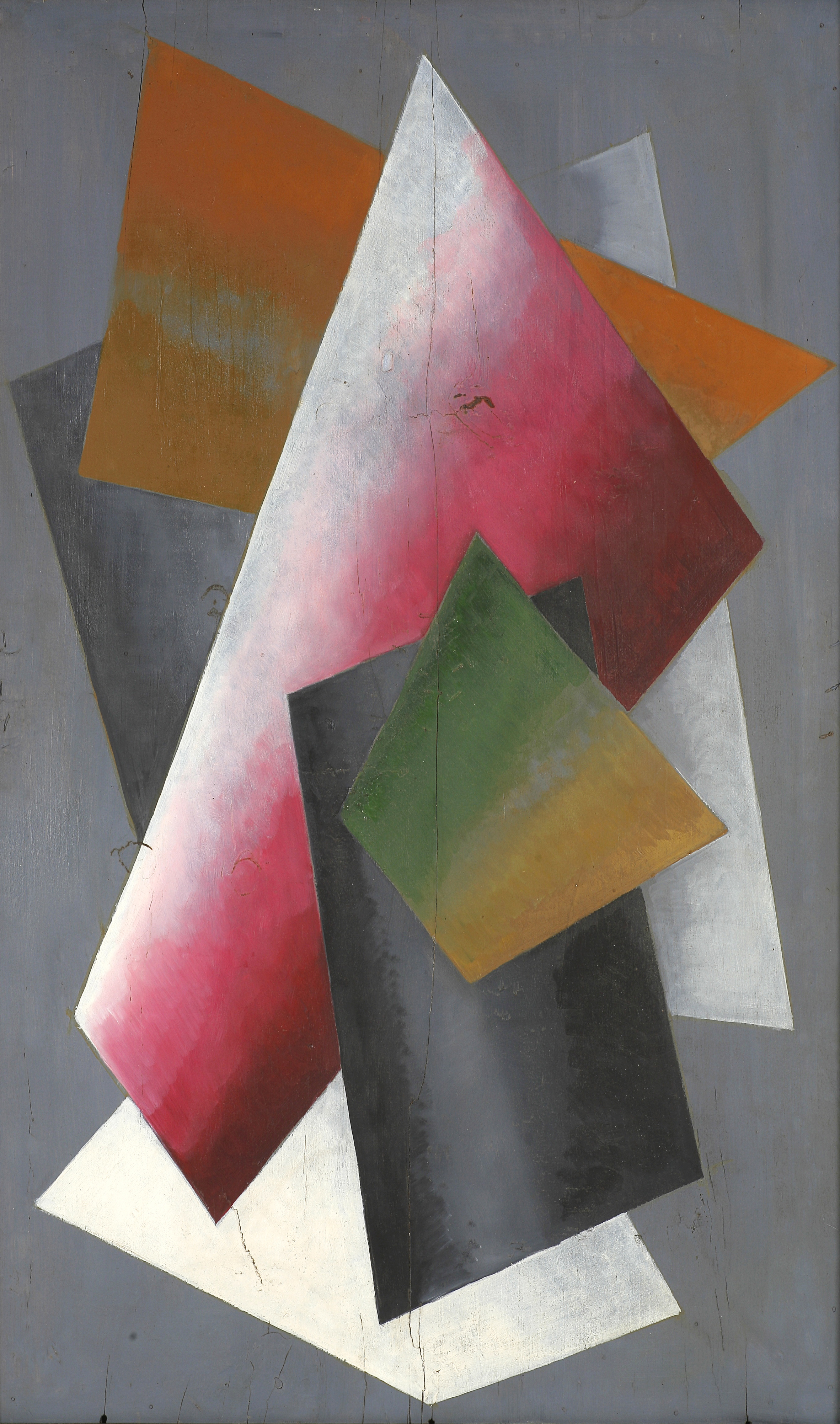